# Gunston Hall
Gunston Hall es una mansión georgiana del siglo XVIII cerca del río Potomac en Mason Neck, Virginia, Estados Unidos. Construida entre 1755 y 1759 como residencia principal y sede de una granja de trabajo forzado de 22 km² (5.500 acres), la casa fue el hogar del padre fundador de los Estados Unidos, George Mason. Hoy en día el lugar pertenece al Registro Nacional de Lugares Históricos de los Estados Unidos. La casa está ubicada no lejos de la casa de George Washington. 
El interior de la casa y su diseño fue principalmente obra de William Buckland, un carpintero / ebanista y sirviente contratado de Inglaterra. Buckland luego pasó a diseñar varios edificios notables en Virginia y Maryland. Se cree que tanto él como William Bernard Sears, otro sirviente contratado, crearon la ornamentación en madera y el tallado interior. El diseño de interiores de Gunston combina elementos de los estilos rococó, chinoiserie y gótico, un contraste inusual con la tendencia de la decoración simple en Virginia en este momento. Aunque la chinoiserie era popular en Gran Bretaña, Gunston Hall es la única casa conocida que ha tenido esta decoración en la América colonial.
En 1792, Thomas Jefferson fue a Gunston Hall para asistir al lecho de muerte de George Mason; después de su muerte ese mismo año, la casa permaneció en uso como residencia privada durante muchos años. En 1868, fue comprado por el coronel Edward Daniels, abolicionista y de la guerra civil. Ahora es un museo propiedad de la Commonwealth of Virginia y está abierto al público. La casa y los terrenos fueron designados como Monumento Histórico Nacional en 1960 por su asociación con Mason.
La Sociedad Nacional de Damas Coloniales mantiene la casa y los terrenos, aproximadamente una décima parte de las propiedades originales de Mason. El terreno y la mansión conservan la memoria de las contribuciones de Mason a los ideales estadounidenses y la influencia de Buckland en el diseño arquitectónico estadounidense. 